# LoRa

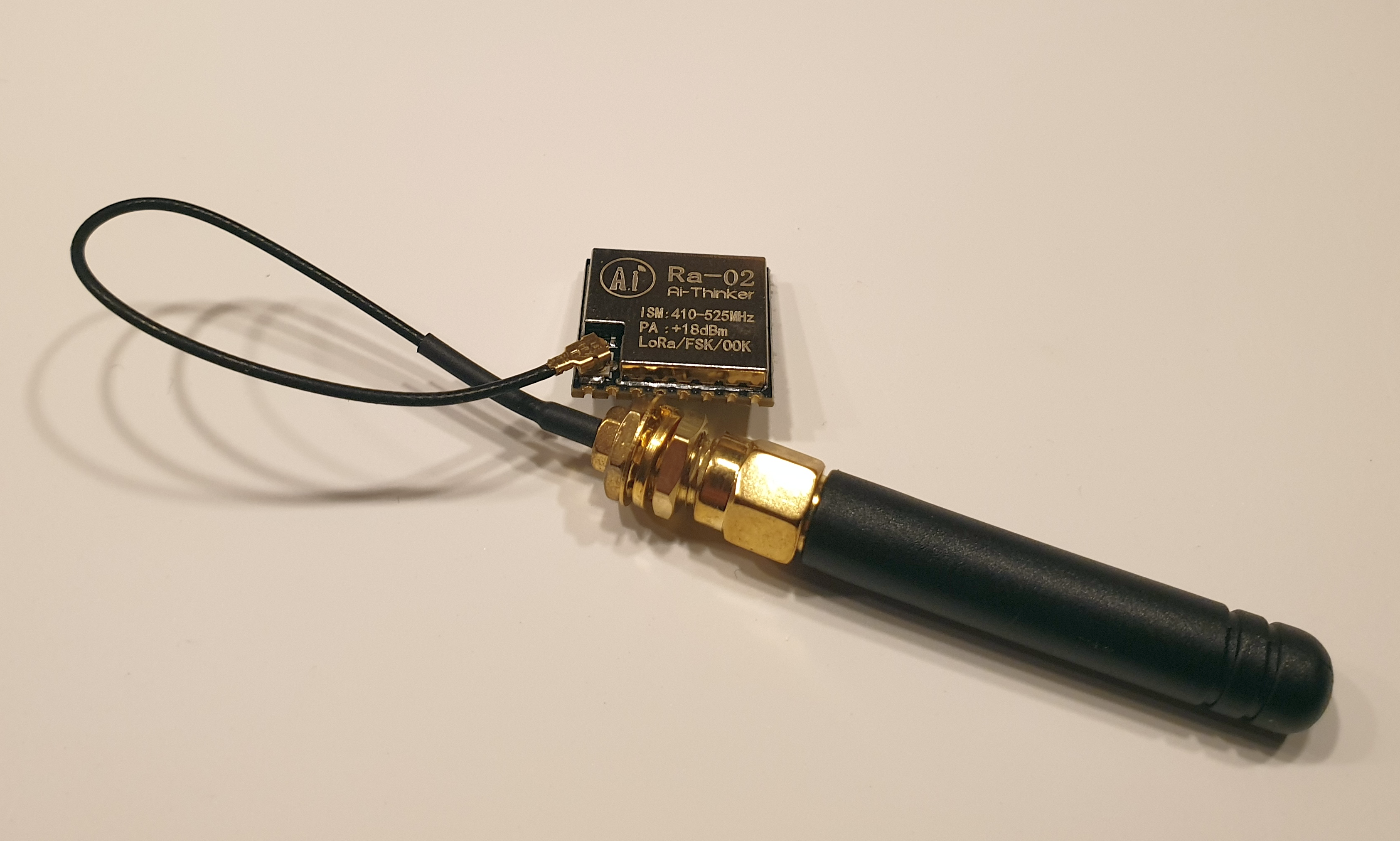
modul LoRa

LoRa (od „long range“, dlouhý dosah) je označení proprietární radiokomunikační techniky, která poskytuje řešení pro bezdrátový přenos dat, kdy je hlavním cílem co nejnižší spotřeba energie při malých pořizovacích nákladech a postačí malý datový tok. Technologie byla vyvinuta francouzskou společností Cycleo.

## Vlastnosti
Vzhledem k vysílacímu výkonu v řádu jednotek až desítek miliwattů a občasnému vysílání třeba jen několikrát denně může být životnost baterií zařízení mnoho let. Díky využití tzv. bezlicenčních pásem v rozsahu metrových, resp. decimetrových vln může být v příznivém terénu dosah přes 10 km, přičemž průchodnost signálu do staveb je relativně příznivá. Používají se kmitočty v okolí 169 MHz, 433 MHz, 868 MHz (Evropa) a 915 MHz (Severní Amerika). Datový tok bývá mezi 292 b a 50 kilobity za sekundu. Jde o patentovanou technologii modulace (US7791415 /2008, EP2763321 /2013) vyvinutou původně v Cycleo (Grenoble, Francie) a odkoupenou firmou Semtech (2012). V podstatě jde o proprietární techniku CSS, tedy variantu rozprostřeného spektra s vysíláním krátkých kmitočtově rozmítaných impulsů.
Vzhledem k potenciálu využití v dálkových odečtech i v internetu věcí (IoT) vzniklo sdružení LoRa Alliance s řadou členů.
V ČR tuto technologii používají například České radiokomunikace ve velkém rozsahu díky výhodné poloze svých vysílačů.

## LoRaWAN
LoRaWAN je síť, na níž LoRa pracuje, a může být využívána IoT zařízeními v obtížně připojitelných oblastech. Je protokolem MAC úrovně druhé OSI komunikační vrstvy pro řízení přístupu pro správu komunikace mezi branami a koncovými zařízeními, který spravuje LoRa Alliance.

### Technická specifikace a princip
Verze 1.0 specifikace LoRaWAN byla vydána v červnu 2015. Obecně lze LoRaWAN považovat za WiFi pro připojení IoT zařízení. LoRaWAN definuje komunikační protokol a architekturu sítě, zatímco fyzická vrstva LoRa obstará vlastní komunikaci po radiových vlnách. LoRaWAN zajišťuje správu komunikačních frekvencí, přenosové rychlosti a napájení pro všechna zařízení. Zařízení v síti jsou asynchronní a vysílají, když mají k dispozici data k odeslání. Data vyslaná koncovými zařízeními jsou přijímána vícenásobnými branami, ty předávají datové pakety centralizovanému síťovému serveru. Síťový server filtruje duplicitní pakety, provádí kontroly zabezpečení a spravuje síť. Data jsou poté předávána na aplikační servery. Tato technologie vykazuje vysokou spolehlivost pro mírné zatížení, nicméně má některé problémy s výkonem související s odesláním potvrzení.